# Patrimoni documental de Monistrol de Montserrat
El patrimoni documental de Monistrol de Montserrat és tota la documentació aplegada i generada per les institucions locals en l'exercici de les seves activitats. Per a una panoràmica general podem considerar part integrant del patrimoni documental els fons continguts a l'arxiu municipal, l'arxiu parroquial, l'arxiu del jutjat de Pau, l'arxiu de Montserrat i altres arxius privats locals.

## El patrimoni documental
Per a una correcte identificació podem al·ludir al concepte de patrimoni documental recollit a la llei 13/1993, de 30 de setembre sobre patrimoni cultural català. En el seu article 19.2 senyala que:
Integren el patrimoni documental de Catalunya els documents que s'inclouen en algun dels supòsits següents:
- Els documents produïts o rebuts, en l'exercici de llurs funcions i a conseqüència de llur activitat política i administrativa, per la Generalitat, pels ens locals i per les entitats autònomes, les empreses públiques i les altres entitats que en depenen.
- Els documents de més de quaranta anys d'antiguitat produïts o rebuts, en l'exercici de llurs funcions, per persones jurídiques de caràcter privat que desenvolupen llur activitat a Catalunya.
- Els documents de més de cent anys d'antiguitat produïts o rebuts per qualsevol persona física i els documents de menys antiguitat que hagin estat produïts en suports de caducitat inferior als cent anys, com és el cas dels audiovisuals en suport fotoquímic o magnètic, d'acord amb el que sigui establert per reglament.
- Els documents compresos en fons conservats en arxius de titularitat pública de Catalunya.
- Els documents no compresos en els apartats anteriors que hi siguin integrats per resolució del conseller o consellera de Cultura, amb l'informe previ del Consell Nacional d'Arxius, atesos els seus valors històrics o culturals.

Així doncs, tot aquest patrimoni està subjecte a la llei de documents i arxius Arxivat 2006-12-02 a Wayback Machine..

## Arxiu Municipal

### Fons municipal
Els fons municipal està integrat per documentació des del segle xiv. Malgrat tot, les sèries documentals no comencen a tenir una continuïtat regular fins al segle xvi començant amb les actes municipals.
La riquesa del fons municipal recau en la llarga cronologia d'anys que es conserva i l'heterogeneïtat documental del seu fons. Un estudi més exhaustiu posaria de manifest unes possibilitats documentals molt poc habituals en municipis de les seves característiques humanes.
La tasca de difusió del patrimoni documental del fons municipal ha rebut un impuls de mà de la revista local: Documenta de Monistrol de Montserrat. En el seu quart número recupera un manuscrit de 1824 sobre diferents aspecte històrics de la vila. Igualment, segons informa la revista Documenta en el seu 2 i 3 número, l'arxiu municipal ha participat activament en la recuperació d'aquest patrimoni documental.
El seu quadre de fons és: 
- Administració general (1544/2004)
- Hisenda Municipal (1800/2004)
- Proveïments (1844/1990)
- Beneficència i assistència social (1863/1986)
- Sanitat (1852/1988)
- Obres Públiques I Urbanisme (1845/1998)
- Seguretat Pública (1841/1982)
- Servei Militar (1841/1967)
- Població (1847/1992)
- Eleccions (1891/2000)
- Instrucció pública (1858/1986)
- Cultura (1953/1988)
- Serveis agropecuaris (1937/1986)

### Fons notarial
La institució del notariat té una llarga trajectòria a Catalunya. Pràcticament vinculada amb l'aparició i consolidació de l'administració pública, representa una consolidació de les relacions socials i econòmiques que es plasmen en els seus escrits.
El fons dels notaris de Monistrol de Montserrat està dividit en tres dipòsits de diferent ubicació i titularitat. A l'arxiu municipal sols es conserva un manual de protocols del segle xv. El gros de protocols està dividit entre el fons notarial de l'Arxiu Comarcal del Bages a Manresa i l'Arxiu de la Corona d'Aragó a Barcelona. En el següent quadre es pot apreciar els detalls dels protocols d'aquests dos arxius i els anys a què corresponen.
| Arxiu | Anys extrems | Nom                     | Any         | Número |
| APNM  | 1632 – 1635  | Nabot, Pere             |             |        |
| ACA   | 1642         | Riusech, Pere           | 1642        | 31     |
|       |              |                         | 1643        | 32     |
|       |              |                         | 1644        | 33     |
| ACA   | 1668         | Nabot Bellera, Francesc | 1668        | 34     |
| APNM  | 1686 – 1687  | Mata i Monfar, Josep    |             |        |
| ACA   | 1691 -1699   | Augiot, Valentí         | 1691        | 35     |
|       |              |                         | 1692        | 36     |
|       |              |                         | 1693        | 37     |
|       |              |                         | 1694        | 38     |
|       |              |                         | 1695 – 1696 | 39     |
|       |              |                         | 1697 – 1698 | 40     |
|       |              |                         | 1699        | 41     |
| ACA   | 1807 – 1827  | Vallés Amat, Francesc   | 1807 - 1813 | 42     |
|       |              |                         | 1814 - 1815 | 43     |
|       |              |                         | 1816 - 1817 | 44     |
|       |              |                         | 1818 - 1819 | 45     |
|       |              |                         | 1820 – 1827 | 46     |
| ACA   | 1827 - 1846  | Llorens Roca, Oleguer   | 1827 – 1829 | 47     |
|       |              |                         | 1830 - 1832 | 48     |
|       |              |                         | 1833 - 1840 | 49     |
|       |              |                         | 1841 - 1842 | 50     |
|       |              |                         | 1843 - 1844 | 51     |
|       |              |                         | 1845        | 52     |
|       |              | Capítols Matrimonials   | 1846 - 1847 | 53     |
| APNM  | 1852 - 1854  | Mandrés, Ignasi         |             |        |
| APNM  | 1855 - 1859  | Casas i Bosch, Enric    |             |        |
| APNM  | 1861 - 1867  | Comellas, Tomàs         |             |        |

Font: Arxiu Municipal, Fonts documentals, Documenta Monistrol de Montserrat nº3, Juliol-Setembre 2009. p. 6-7

## Arxiu Parroquial

### Història de la parròquia
La parròquia de Sant Pere de Monistrol està documentada des del 888 dC. Amb tot, la integritat del seu fons documental no ha estat fortament afectada fins als fets revolucionaris de juliol de 1936.
Recentment, s'han recuperat alguns dels llibres provinents de l'arxiu parroquial i que s'havien donat per perdut en el famós incendi de la rectoria.
Font: http://www.monistroldemontserrat.cat/default.php?idcanal=2&idcategory=84&idsubcategory=0&idgroup=0&idevent=4330 Arxivat 2010-06-21 a Wayback Machine.

### Abast del fons
Les possibilitats documentals del fons de la parròquia són el segle xix i XX. Els llibres sacramentals són les principals peces documentals. Amb tot, compta amb alguna document d'època moderna com l'acta de creació de la Confraria del Santíssim i Dolcíssim Nom de Jesús.

## Arxiu del jutjat de Pau
Compta amb dos subfons: Judicis i Registre Civil. El fons del Jutjat de Pau està ubicat al mateix edifici de l'ajuntament. Els judicis són una interessant font documental que permeten conèixer molts detalls de la microhistòria. La seva sèrie comença el 1843 i, malgrat que roman oberta, rarament es realitzen judicis en el poble en l'actualitat. El registre civil, Malgrat partir de la llei de Registre Civil de 1870, no es conserven els anys de la Tercera Guerra Carlista. Desconeixem les causes d'aquesta absència, però el cert és que la resta d'any és completa fins a l'actualitat.

## Arxiu de Montserrat
L'Arxiu de l'Abadia de Montserrat era famós arreu del món. Abans de la destrucció el 1811 per part de les tropes napoleòniques, comptava amb un fons important. Hom pot consultar tots els detalls i la seva descripció a la guia dels arxius de l'església a Espanya, a l'apartat Arxiu Abadia de Montserrat.